# 이스마엘인
이스마엘인(히브리어: יִשְׁמְעֵאלִים 이슈메엘림; 아랍어: بَنِي إِسْمَاعِيل 바니 이스마일[*])은 다양한 아랍 부족, 부족 연합, 소왕국들의 집합체였다. 아브라함 전통에 따르면 아브라함과 이집트인 하갈의 첫째 아들이고, 쿠란에 따르면 예언자인 이스마엘의 후손으로 여겨졌다.
구약성경 창세기에 따르면 이스마엘에게는 딸 하나와 열두 아들이 있었으며, 창세기 17장 20절에 "열두 두령"이 언급되어 있다. 이슬람 전통에서는 이것이 "이스마엘의 열두 부족"으로 이어졌는데, 각각 초기 무슬림이 기원한 아랍 부족들이다. 유대 전통에서는 열두 지파가 아브라함과 사래의 아들인 이사악의 아들 야곱의 열두 아들의 후손이다. 즉 유대교와 이슬람은 유사한 전통을 갖고 있다.
창세기와 역대기는 케다르족을 이스마엘의 둘째 아들 케다르의 후손인 부족으로 묘사한다. 나바테아인을 소리의 유사성에 근거하여 네바이오트의 후손으로 보기도 하지만, 모두가 이에 동의하는 것은 아니다. 이슬람 예언자 무함마드의 조상을 케다르 또는 네바이오트에게 귀속시키는 견해도 있다.
아시리아와 바빌로니아 비문은 이스마엘인들을 슈무'일루라고 불렀는데, 이들은 북쪽의 신아시리아 제국 지배 기간 동안 향신료 무역로를 장악했던 부족 연합이었다. 크리스티안 프레벨은 기원전 8세기에 슈무'일 부족이 분명히 존재했지만, 그 이전인 중기 청동기 시대에 이스마엘인의 존재를 묘사하는 성경적 전통은 비역사적이며 기원전 8세기 또는 7세기 이전에 나타나지 않았을 가능성이 있다고 주장한다.

케다르 왕국

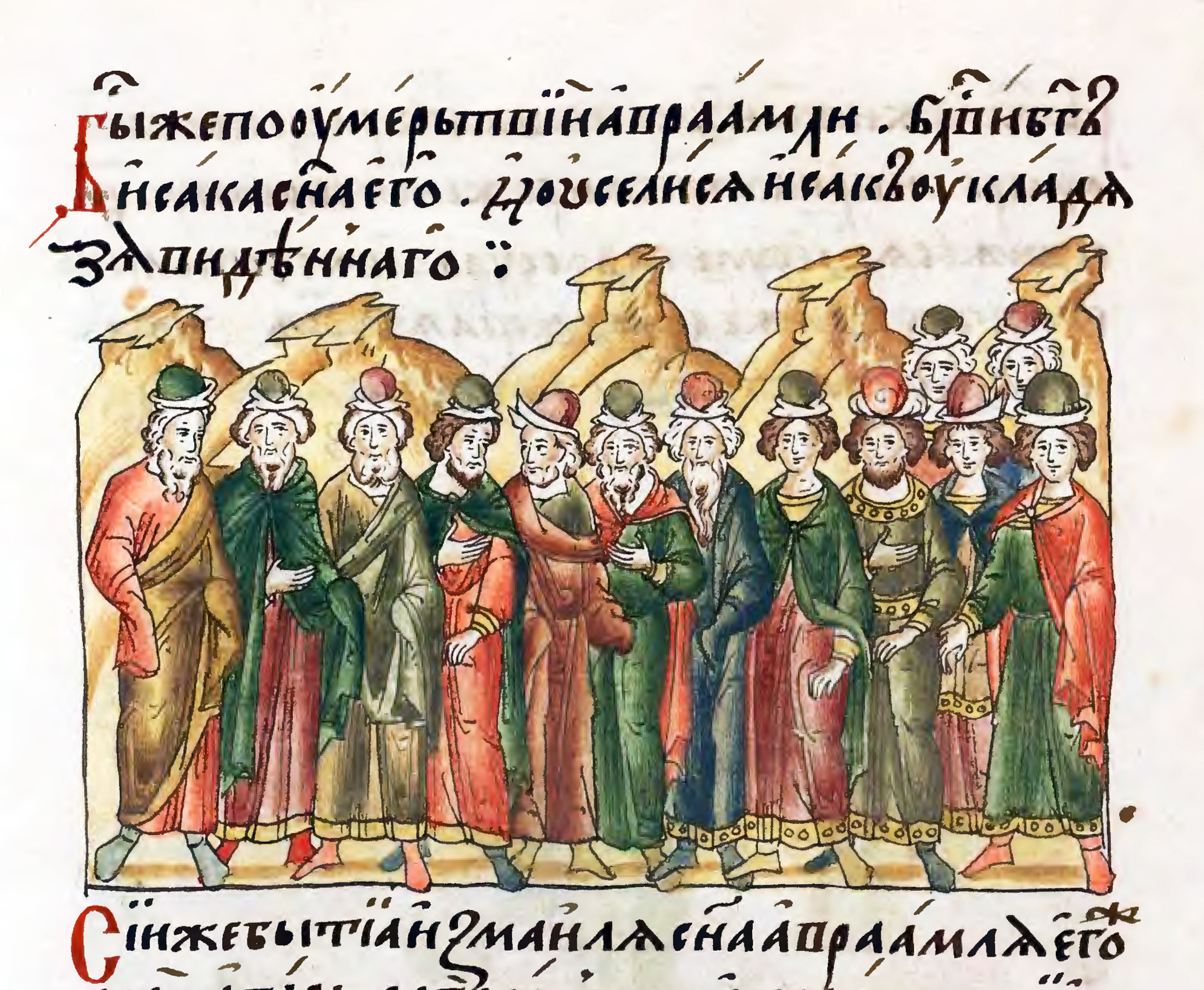
이스마엘의 아들들 (1560년대 세밀화)

## 구약성경
창세기에 따르면, 아브라함의 첫째 아내의 이름은 사라였고 그녀의 이집트인 노예의 이름은 하갈이었다. 그러나 사라는 임신할 수 없었다. 16장에서 사라(당시 사래)는 아브라함이 후계자를 가질 수 있도록 자신의 노예 하갈을 아브라함에게 아내로 주었다.
아브람의 아내 사래가 그의 여종 이집트인 하갈을 데려다가 ... 남편 아브람에게 아내로 주었다.

하갈은 아브라함에게서 이스마엘을 잉태했고, 이스마엘인은 그에게서 후손이 되었다. 아브라함이 하느님께 이스마엘이 그의 축복 아래 살게 해달라고 간청한 후, 17장은 다음과 같이 말한다.
이스마엘에 관하여는 내가 네 말을 들었다. 보라, 내가 그에게 복을 주어 그를 번성하게 하고 심히 번성하게 하리니, 그가 열두 왕자를 낳을 것이요, 내가 그를 큰 나라가 되게 하리라.

25장은 그의 아들들을 다음과 같이 나열한다.
이스마엘의 장자는 느바욧이요 그 다음은 게달과 앗브엘과 밉삼과 미스마와 두마와 맛사와 하닷과 데마와 여둘과 나비스와 게드마니

문서가설은, 제사장 문서의 일부인 창세기 25장은 아케메네스 왕조 시대에 추가되었을 것이며, 이때 알려진 이스마엘인(수무'일루) 부족들을 이스마엘의 아들들의 이름으로 귀속시켰다고 분석한다. 그러나 창세기의 다른 부분에서 발견되는 이스마엘의 이름과 서사는 수세기 전에 존재했을 것이다. 히브리어 성경은 이미 이스마엘의 이야기를 포함하고 있었고, 나중에 이스마엘인 부족들을 접하게 되었으며, 그들은 이스마엘 부족 연맹의 다양한 부족들의 이름을 따서 이스마엘의 아들들을 위한 이름을 만들었을 것이다.
이스마엘과 이스라엘(야곱)의 후손들의 특징 비교:
| 특징                    | 이스마엘의 후손 | 이스라엘(야곱)의 후손                                                                            |
| ----------------------- | --- | ------------------------------------------------------------------------------------------------ |
| 창시 조상               | 이스마엘 | 야곱(이스라엘로 개명)                                                                            |
| 아들의 수               | 열두 아들 | 열두 아들(다른 아내들과 첩들로부터)                                                              |
| 약속된 운명             | 큰 나라가 될 것이 약속됨; "들나귀 같은 사람"으로 묘사되며, 그의 손은 모든 사람을 대적하고 모든 사람의 손은 그를 대적할 것이다. (창세기 16:11-12) | 큰 나라가 될 것이 약속됨; 아브라함에게 주어진 언약 약속의 계승자 (창세기 35:11-12)               |
| 성경 서사에서의 역할    | 상인, 동맹, 적대자 등 다양한 역할 수행 | 성경 서사의 중심, 이스라엘 국가의 기초를 형성하고 성경 역사에서 핵심적인 역할 수행               |
| 언약 관계               | 하갈을 통한 아브라함의 후손 | 사라와 다른 아내/첩들을 통한 아브라함의 후손                                                     |
| 지리적 영향             | 주로 아라비아반도에 거주 | 가나안의 약속된 땅(나중에 이스라엘로 알려짐)에 정착                                              |
| 하나님과의 관계         | 성경에 명시적으로 묘사되지 않음 | 선택받은 백성, 아브라함 언약의 계승자, 신성한 약속의 수혜자 (창세기 17:7-8)                      |
| 족보 목록               | 창세기 25:12-18; 역대기상 1:29-31 | 창세기 35:22-26; 성경 전반에 걸친 다양한 족보                                                    |
| 역사와 신학에 미친 영향 | 고대 근동의 민족적, 문화적 다양성에 기여 | 성경 역사와 신학을 형성하는 데 중요한 역할 수행                                                  |
| 언약 약속의 상속        | 하나님으로부터 축복을 받았지만, 이삭을 통한 아브라함의 후손에게 주어진 언약 약속의 상속자로 명시되지 않음                                        | 땅, 수많은 후손, 신성한 보호를 포함한 아브라함에게 주어진 언약 약속을 상속받음 (창세기 28:13-15) |
| 부족 구조               | 이스마엘 부족 | 이스라엘의 열두 지파                                                                             |

## 이슬람 서사

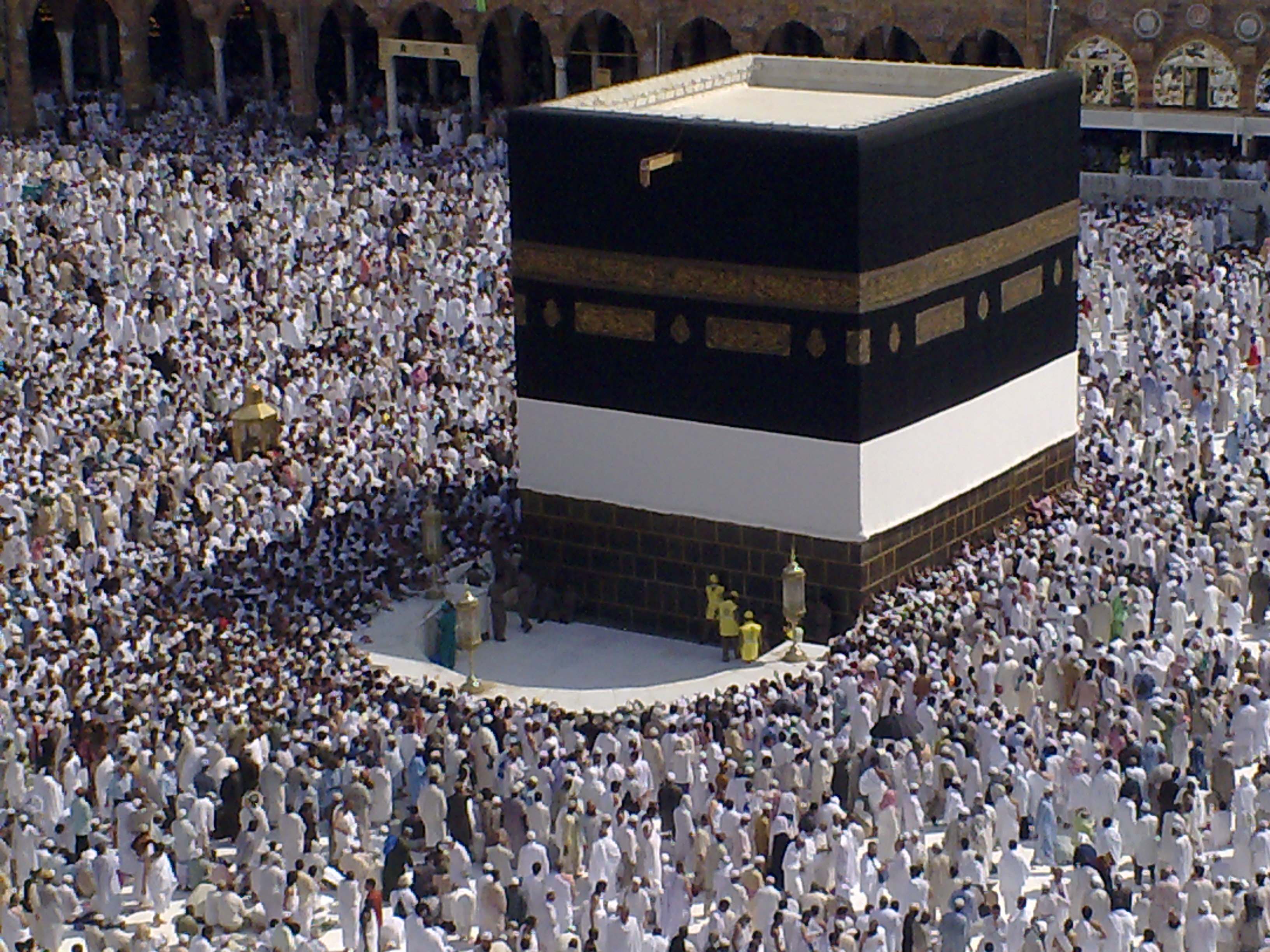
이브라힘(아브라함), 이스마엘, 그리고 그들이 카바를 건축한 것과 관련된 반원형 히즈르 이스마엘 벽 (현재 메카 대모스크의 일부)

쿠란에 따르면, "알라께서는 이스마엘, 알야사, 유누스, 그리고 룻 모두에게 민족들 위에 은혜를 베푸셨다. 우리는 그들의 조상들과 그들의 자손들과 그들의 형제들 중에서 일부를 택하여 그들을 올바른 길로 인도하였다." (쿠란 6:86). 이브라힘과 하자르는 예언적인 아이를 낳았고, 알라가 그의 천사 중 한 명을 통해 그를 이스마엘이라고 이름 지었다. 하느님은 이브라힘에게 이스마엘과 하자르를 오늘날의 메카로 데려가라고 명령했다. 그는 그들을 떠난 후 그들을 위해 기도하며 말했다. "오 우리의 주여! 제가 제 자손 중 일부를 경작할 수 없는 골짜기에 당신의 신성한 집(메카의 카바) 옆에 살게 하였으니, 오 우리의 주여, 그들이 살라트를 수행하게 하소서. 그러므로 사람들의 마음에 그들에 대한 사랑을 채워주시고, (오 알라) 그들에게 과일을 제공하시어 그들이 감사하게 하소서."
이스마엘과 하갈은 매우 목이 말랐고, 하갈은 아들을 위해 물을 찾으러 사파와 마르와 언덕 사이를 달렸다. 그녀가 언덕 사이를 일곱 번째 달린 후, 한 천사가 그녀 앞에 나타났다. 그는 그들을 도우며, 하느님이 이스마엘의 울부짖음을 들으시고 그들에게 물을 제공할 것이라고 말했다. 하자르는 돌로 물을 막았다. 무함마드는 말했다. "하갈이 물을 막지 않았다면 알라께서 하갈을 용서하시어 큰 물줄기가 있었을 것이다." 한 무리의 사람들이 지나가다가 우물과 그곳에 앉아 있는 하자르와 이스마엘을 보았다. 그들은 하갈에게 우물 물을 달라고 요청했고, 그녀는 동의했으며, 그곳에서 아랍 부족이 시작되었다. 이스마엘은 그곳에서 자랐고 아버지를 기다리는 동안 부족으로부터 아랍어를 배웠다. 이브라힘이 마르와에 도착했을 때, 그는 아들이 살아 있다는 것을 알았다. 어린 이스마엘이 아버지를 보자 그에게 달려가 서로 껴안았다.
알라(하느님)는 이브라힘을 다시 시험하기로 결정했고, 그는 이스마엘을 희생시키는 꿈을 이틀 연속 꾸었다. 이브라힘은 아들이 고통받는 것을 볼 수 없어 눈을 가리고 칼을 이스마엘의 목에 대고 칼을 휘두르자, 눈가리개를 풀었을 때 이스마엘이 옆에 서 있고 이스마엘 대신 양이 있는 것을 발견했다. 이브라힘은 그것이 알라의 시험임을 알았고, 알라로부터 아담이라는 첫 번째 이슬람 예언자가 지었던 이스마엘 부족을 위한 모스크를 재건하라는 명령을 받았고, 이브라힘과 이스마엘은 카바를 짓기 시작했다. 이브라힘은 모스크를 지었고, 이스마엘은 돌을 제공했다. 벽이 세워지고 지붕이 거의 완성되었을 때, 이브라힘은 기적적인 작은 돌 위에 서서 지붕을 완성했다.

## 다른 전통

### 사마리아 아사티르
사마리아인의 책인 아사티르는 다음과 같이 덧붙인다.:262
그리고 아브라함이 죽은 후에 이스마엘은 27년 동안 통치했다.

그리고 네바오트의 모든 자녀들은 이스마엘의 생전에는 1년 동안 통치했다.

그리고 그가 죽은 후 30년 동안 나일강에서 유프라테스강까지 통치했으며, 그들은 메카를 건설했다.

### 요세푸스의 고대사
플라비우스 요세푸스 또한 아들들을 나열하며, 그들이 "유프라테스강과 홍해 사이에 있는 땅에 거주하며, 그 나라의 이름은 나바테아이다"라고 말한다.

### 타르굼 온켈로스
타르굼 온켈로스는 창세기 25장 16절에 주석을 달아 그들의 정착지 범위를 "그리고 그들은 힌데카이아(인도)에서 미즈라임(이집트) 옆에 있는 찰루사까지, 즉 아르투르(아시리아)를 향해 올라가는 길까지 거주했다"라고 묘사한다.

### 케브라 나가스트
14세기 케브라 나가스트는 "그러므로 이스마엘의 자손들은 테레브와 케베트, 노바, 소바, 쿠에르게, 키피, 마카, 모르나, 핀카나, 아르시바나, 리바, 마세아의 왕이 되었으니, 이는 그들이 셈의 자손이었기 때문이다"라고 말한다.

## 용어를 사용하는 역사적 기록
아시리아와 바빌로니아 왕실 비문 및 기원전 9세기부터 6세기까지의 북아라비아 비문은 케다르 왕을 때로는 아랍인으로, 때로는 이스마엘인으로 언급한다. "나밧, 케다르, 아브딜, 두마, 마사, 테만"이라는 이름은 아시리아 왕실 비문에 아랍 부족으로 언급되었다. '여두르'와 유사한 '여수르'는 기원전 1세기 그리스 비문에 언급된다. 아시리아와 바빌로니아 비문은 이스마엘인들을 "수무'일루(Sumu'ilu)"라고 지칭했으며, 에른스트 크나우프는 이스마엘이 기원전 3천년부터 기원 1천년 전반의 이슬람 이전 아랍 텍스트에서 발견되는 전형적인 서셈어 이름이라고 보았다. 그는 북아라비아의 "사마'일"이 아시리아인에 의해 "슈무'일"로 표기되며, "이스마엘"과 같은 의미를 가질 것이므로 슈무'일루 부족들은 이스마엘이라는 조상의 후손일 것이라고 주장한다. 이스마엘인들을 언급하는 비문 중 하나는 센나케리브의 연대기 7열 96줄이다.
이스마엘 부족 연합은 차이점이 있었다. 존 트래비스 노블이 기록했듯이, 케다르 부족의 정치 중심지는 두마(두마트 알잔달)였으며, 이곳은 또한 "아랍 왕"의 여섯 신들의 종교적 거주지이기도 했다. 타미아의 판테온은 두마와는 상당히 달랐는데, 두마는 창세기 25장에 테마가 이스마엘의 아들로 등장함에도 불구하고 이스마엘인들의 수도로 보인다. 노블은 이스마엘의 아들들과 관련된 12개 부족이 동시에 이스마엘 부족 연합에 속했을 가능성은 낮으며, 어떤 경우에는 부족들이 연합에 참여했지만 다른 경우에는 참여하지 않았을 수 있고, 심지어 더 넓은 이스마엘 부족 연합과의 연관성에도 불구하고 서로 싸웠을 수도 있다고 기록한다. 그러나 "이스마엘인" 또는 "수무'일루"라는 용어는 아시리아 제국이 멸망하면서 문서 자료에서 사라진다. 그러나 개별 부족과 구성원들은 계속 존재했으며, 키루스 2세가 권력을 잡았을 때 천막에 사는 왕들에 대한 언급이 있다. 남부 팔레스타인과 주변 지역은 기원전 6세기 초부터 그곳에 확고하게 자리 잡았던 나바테아인들이 상당히 거주했다. 크나우프에 따르면, 이러한 확장은 부족들 간의 접촉을 감소시켰고, 이로 인해 이스마엘 부족 연합은 군사적 패배가 아닌 해체되었다.

## 아랍 족보 전통
중세 아랍 족보학자들은 아랍인들을 세 그룹으로 나누었다.
- "고대 아랍인"은 쿠란에서 종종 하느님의 능력을 보여주는 예로 언급되는, 믿지 않고 선지자와 사자를 따르지 않는 자들을 멸망시키는 아드와 사무드와 같이 사라지거나 파괴된 부족들을 말한다.
- 남아라비아의 "순수 아랍인"은 에벨의 아들 카흐탄(카흐탄, ʿĀbir)의 후손이다.[22] 일부 카흐탄족(카흐탄인)은 마립 댐(사드 마리브)의 파괴 이후 예멘 땅에서 이주했다고 전해진다.[23]
- 중앙, 서부, 북부 아라비아의 "아랍화된 아랍인"(무스타아리바)은 아브라함의 장남 이스마엘의 후손인 아드난을 통해 계승되었다. 고대 부족인 하와진이나 현대의 오타이바 및 무타이르 부족과 같은 부족들이다.

아부 자파르 알바키르 (676–743 AD)는 그의 아버지 알리 이븐 후사인 자인 알아비딘이 그에게 무함마드가 "명확한 아랍어를 처음으로 말한 사람은 이스마엘이었는데, 그가 14세 때였다"라고 말했다고 전했다. 히샴 이븐 알칼비 (737–819 AD)는 고대 아랍의 기록과 구전 전통을 사용하여 이스마엘과 무함마드 사이의 족보적 연결을 확립했다. 그의 저서 Jamharat al-Nasab ("친족의 풍부함")은 "아랍인"(그의 시대의 사람들)으로 알려진 사람들이 모두 이스마엘의 후손임을 주장하는 것으로 보인다. 이븐 카티르 (1301–1373)는 (번역하여) "헤자즈의 모든 아랍인들은 네바이오트와 케다르의 후손이다"라고 기록한다. 중세 유대 자료들도 일반적으로 케다르를 아랍인 및 무슬림과 동일시했다.[d] 작가이자 학자인 이르판 샤히드에 따르면, 서구 학자들이 이러한 종류의 "족보적 이스마엘주의"를 의심했지만, 이 개념은 아랍인 중 특정 그룹에 대해 지지될 수 있다고 한다.
족보적 이스마엘주의는 이슬람 시대에 아라비아반도 남부와 북부 거주민을 모두 포함하는 광범위한 용어가 되면서 후기 이슬람 조작으로 의심받았다. 그러나 이러한 과장을 벗어나면 이 개념은 훨씬 더 겸손한 의미를 가지며, 신뢰할 수 있는 자료에서는 이슬람 이전 시대의 특정 아랍인 그룹에만 적용된다. 이러한 주장을 뒷받침하는 중요한 진술 중 일부는 무함마드가 일부 아랍인을 이스마엘인으로, 다른 아랍인은 그렇지 않다고 구별했을 때 나왔다.

이러한 더 제한된 정의에서 이스마엘주의는 이스마엘이 서부 아라비아 일부 아랍인들에게 중요한 종교적 인물이자 명칭의 조상이었다고 본다. 아랍 족보 기록에서는 이스마엘의 열두 아들 중 처음 두 명인 네바이오트(아랍어: نبيت, Nabīt)와 케다르(아랍어: قيدار, Qaydār)에게 중요성이 부여되는데, 이들은 창세기 기록에도 두드러지게 나타난다. 그들과 그들의 부족들은 북서 아라비아에 살았으며 역사적으로 12개 이스마엘 부족 중 가장 중요했을 가능성이 높다.
무슬림들은 아랍어를 명확하게 말한 첫 번째 사람이 이스마엘이라고 믿는다.
"이스마엘은 주르흠족(아랍어 구사 부족) 사이에서 자랐고, 그들로부터 순수한 아랍어를 배웠다. 성인이 되자, 그는 주르흠 부족 출신의 두 여인과 차례로 결혼했는데, 두 번째 아내는 주르흠 부족의 지도자인 무다드 이븐 아므르의 딸이었다."
무함마드의 조상을 마아드 (그리고 그곳에서 아담)까지 거슬러 올라가는 기록에서, 아랍 학자들은 네바이오트를 통해 계보를 추적하는 학자와 케다르를 통해 추적하는 학자로 나뉜다. 많은 무슬림 학자들은 이사야 42장(21:13-17)을 케다르와 관련된 알라의 종의 도래를 예언하는 것으로 보고, 이를 무함마드를 가리키는 것으로 해석한다.

## 같이 보기
- 아랍의 역사
- 하갈인
- 이스라엘 민족
- 마가리테스
- 무하지룬
- 사라센

## 내용주
1. ↑  이 텍스트는 모세 가스터에 의해 기원전 3세기로 연대가 추정되었으나,[12]:262 A.D. 크라운은 그 아람어가 11세기 티레의 학자 압 히스다가 사용한 언어와 더 유사하다고 기록한다.[13]:34